# Vladimiro Arangio-Ruiz
Vladimiro Arangio-Ruiz (Napoli, 19 febbraio 1887 – Firenze, 8 novembre 1952) è stato un filosofo e grecista italiano.
Fu il primo preside del Liceo scientifico Alessandro Tassoni di Modena, istituito nel 1923, a seguito della riforma Gentile.

## Biografia
Nacque a Napoli nel 1887 da Gaetano, professore di diritto costituzionale, e da Clementina Cavicchia. Frequentò a Firenze il corso di lettere nell'Istituto di studi superiori dal 1905 al 1910 e si laureò con una tesi su Il coro nella tragedia greca in letteratura greca con Girolamo Vitelli, filologo, grecista, papirologo e senatore del Regno d'Italia.
Vladimiro appartenne a una illustre famiglia di giuristi: il fratello Vincenzo Arangio-Ruiz fu uno dei maggiori studiosi di diritto romano, ordinario all'Università di Napoli e alla Sapienza di Roma. Contravvenendo alla tradizione di famiglia, Vladimiro preferì dedicarsi agli studi filosofici e fu professore alla Scuola normale superiore di Pisa e alla facoltà di Magistero di Firenze.
Insegnò nei ginnasi di Stato e fu ufficiale d'artiglieria nella prima guerra mondiale dove venne ferito. Nel 1921 si laureò per la seconda volta, in filosofia con Piero Martinetti, discutendo la tesi Conoscenza e moralità pubblicata nel 1922.
In gioventù aveva sentito fortemente l'influenza del giovane poeta e filosofo Carlo Michelstaedter, esponente importante della filosofia europea del primo Novecento, del quale pubblicherà gli scritti.
Si propose una funzione critica ricostruttiva  dell'idealismo storicistico e dell'attualismo di Giovanni Gentile, da cui trasse ispirazione per sviluppare il suo "moralismo assoluto". Contrariamente alla dottrina gentiliana che dichiarava l'attualismo coincidente con la "vita dello Stato", Arangio Ruiz credeva che invece fosse identificabile con il comportamento morale individuale poiché la politica non è che un aspetto particolare della legge morale per sua natura universale .
Fra le sue opere si ricordano: Prose morali (1935), e Umanità dell'arte (1951). Morì a Firenze nel 1952.